# Paulo Gorgulho
Paulo Gorgulho (São Lourenço, 16 de mayo de 1959) es un actor brasileño de telenovelas y de cine.

## Biografía
Paulo proviene de una familia grande, tiene 3 hermanos y se trasladó a St. Paul a sus tres años de edad. Cuando aún era un adolescente. En su juventud pensaba ser piloto o médico, gracias a las lecciones de la escuela de teatro allí descubrió su vocación por la actuación.
Formado en la EAD (USP), participó por primera vez la televisión en la telenovela Carmem en 1987. Aunque mejor éxito tuvo en la telenovela Pantanal de 1990. Interpretó a José Leoncio en la primera fase de la telenovela, y por demanda popular, en la segunda fase, como José Lucas de Nada.
En 1991, en la red Globo, participío en la telenovela, O Dono do Mundo, dirigida por Gilberto Braga y en 1992, la  Despedida de Solteiro, escrito por Walter Negrao. En 1994 participá en la telenovela Fera Ferida, de Aguinaldo Silva, y dos años después, en la miniserie Decadência, de Gilberto Braga. En 2002 participó en la miniserie O Quinto dos Infernos, dirigida por Wolf Maya. En 2007, participa en la telenovela Caminhos do Coração.

## Filmografía

### Televisión
| Año  | Título                         | Personaje                               |
| ---- | ------------------------------ | --------------------------------------- |
| 1984 | Anarquistas, Graças a Deus     | Hugo                                    |
| 1987 | Carmem                         | José                                    |
| 1989 | Kananga do Japão               | Capitán Juarez Távora                   |
| 1990 | Pantanal                       | José Leôncio (joven)/José Lucas de Nada |
| 1991 | O Farol                        | Romão                                   |
| 1991 | O Dono do Mundo                | Otávio                                  |
| 1992 | Despedida de soltero           | Pedro                                   |
| 1993 | Fera Ferida                    | Ataliba Timbó                           |
| 1995 | Explode Coração                | Lima Júnior                             |
| 1995 | Decadência                     | Detective Etevaldo Morsa                |
| 1996 | Quem É Você?                   | Gabriel Resende (Álvaro)                |
| 1997 | Zazá                           | Victor                                  |
| 1999 | Malhação                       | Rubens                                  |
| 2002 | Corazón de estudiante          | Caio                                    |
| 2002 | O Quinto dos Infernos          | Juvêncio                                |
| 2003 | Agora É que São Elas           | Joaquim                                 |
| 2005 | Esas mujeres                   | Manoel Lemos                            |
| 2006 | Bicho do Mato                  | Alfredo Redenção                        |
| 2007 | Caminos del corazón            | Josias Martinelli                       |
| 2009 | Poder paralelo                 | José Santanna                           |
| 2010 | Reina Ester, la salvadora      | Hamán                                   |
| 2011 | Río de Intrigas                | Presidente de la República              |
| 2014 | Milagros de Jesús              | Dror                                    |
| 2014 | Plano Alto                     | Ângelo Torril                           |
| 2014 | Conselho Tutelar               | Carvalho Brito                          |
| 2015 | Moisés y los diez mandamientos | Amram (2ª fase)                         |
| 2017 | La Vida Secreta de las Parejas | Edgar Eleno Andreazza                   |
| 2017 | Belaventura                    | Bartolion                               |
| 2017 | El rico y Lázaro               | Abraham                                 |
| 2018 | Apocalipsis                    | Moisés                                  |
| 2018 | Jesús                          | Herodes I el Grande                     |
| 2022 | Pantanal                       | Ceci                                    |
| 2023 | Amor PErfecto                  | Leonel Rubio                            |

### Cine
| Año  | Título                            |
| ---- | --------------------------------- |
| 1981 | Filhos e Amantes                  |
| 1987 | O País dos Tenentes               |
| 1990 | O Quinto Macaco                   |
| 1990 | Césio 137 - O Pesadelo de Goiânia |
| 1991 | Vai Trabalhar, Vagabundo II       |
| 1993 | Vagas para Moças de Fino Trato    |
| 1997 | For All - O Trampolim da Vitória  |
| 1997 | O Cangaceiro                      |
| 1998 | Uma Aventura do Zico              |
| 2000 | A Segunda Chance                  |
| 2003 | Viva Voz                          |